# Elio Carniel
Elio Carniel (* 7. Juni 1923 in Wiener Neustadt; † 3. Juni 1991 in Katzelsdorf) war ein österreichisch-italienischer Kameramann.

## Leben und Wirken
Carniel hatte 1942 als Volontär bei der Wien-Film begonnen und konnte gegen Ende des Krieges – als zu diesem Zeitpunkt italienischer Staatsbürger war er vom Wehrdienst befreit – bereits als Kameraassistent von Richard Angst (z. B. 1944 bei Ulli und Marei) arbeiten. Ab 1945 fand Carniel als Kameramann amerikanischer Wochenschauen Beschäftigung, ab 1948 fotografierte er dokumentarischen Kulturkurzfilme.
Sein Debüt als Chefkameramann beim Spielfilm fiel auf das Jahr 1951. Abgesehen von Helmut Käutners international gefeiertem Partisanen-Drama Die letzte Brücke blieben Carniels Kinoarbeiten auf harmlose Unterhaltung vom Schlage Familie Schimek, Eva küßt nur Direktoren, Immer die Radfahrer, Mariandl und Waldrausch beschränkt.
1963 verließ Carniel den Kinofilm und arbeitete seitdem primär für das Fernsehen, für das er mehrere herausragende Inszenierungen des Regisseurs Michael Kehlmann fotografierte, darunter die Joseph-Roth-Verfilmungen Radetzkymarsch, Hiob und Flucht ohne Ende sowie Heldenfrühling, Carniels letzte Kameraarbeit.
Seit den frühen 70er Jahren hatte er einen Lehrauftrag als ordentlicher Professor an der Wiener Hochschule für Film und Darstellende Kunst erhalten. In dieser Position lehrte er im Fach Kamera, war aber auch weiterhin praktisch tätig. 1976 war Carniel an der Gründung des Verbandes österreichischer Kameraleute beteiligt, deren erster Obmann er wurde.

## Filmografie
- 1948: Wien baut auf (Kurzdokumentarfilm)
- 1950: Stadt am Morgen (Kurzdokumentarfilm)
- 1951: St. Stephan (Kurzdokumentarfilm)
- 1951: Hier ist der Weg (Kurzdokumentarfilm)
- 1952: Wienerinnen im Schatten der Großstadt (Wienerinnen)
- 1952: Symphonie Wien (Dokumentarfilm)
- 1952: Alles über Peter (Kurzdokumentarfilm)
- 1953: Fiakermilli – Liebling von Wien (Die Fiakermilli)
- 1953: Tingeltangel (Praterherzen)
- 1953: Lavendel – eine ganz unmoralische Geschichte (Lavendel)
- 1953: Die Todesarena
- 1953: Die letzte Brücke
- 1954: Die junge Stadt (Dokumentarfilm)
- 1955: Sonnenschein und Wolkenbruch
- 1956: Einen Jux will er sich machen (TV)
- 1956: Wilhelm Tell
- 1956: Omaru – eine afrikanische Liebesgeschichte (Dokumentarfilm)
- 1956: Das Hirtenlied vom Kaisertal
- 1957: Familie Schimek
- 1957: Eva küßt nur Direktoren
- 1958: Man ist nur zweimal jung
- 1958: Immer die Radfahrer
- 1959: Immer die Mädchen
- 1959: Und ewig singen die Wälder
- 1960: Nacht fiel über Gotenhafen
- 1960: Das Erbe von Björndal
- 1960: Sooo nicht, meine Herren!
- 1960: Don Carlos
- 1960: Das Dorf ohne Moral
- 1961: Mann im Schatten
- 1961: Mariandl
- 1961: Saison in Salzburg
- 1962: Waldrausch
- 1963: Leutnant Gustl (TV)
- 1963: Das Grabmal des Kaisers (Kurzfilm)
- 1963: Die wahre Geschichte vom geschändeten und wiederhergestellten Kreuz (TV)
- 1964: Der Verschwender
- 1965: Radetzkymarsch (TV)
- 1965: Das ist mein Wien
- 1965–67: Pater Brown (TV-Serie)
- 1972: Galgentoni (TV)
- 1973: Elternschule (TV-Serie, 1 Folge)
- 1973: Abenteuer eines Sommers
- 1973: Nichts als Erinnerung
- 1975: Die weiße Stadt (TV)
- 1975: ANTI-Report oder Das Leben mit der Zigarette (TV)
- 1977: Suche eine neue Definition der Erziehung (TV)
- 1978: Altsein ist ein herrliches Ding, wenn man nicht vergessen hat, was anfangen heißt (TV)
- 1978: Hiob (TV)
- 1980–1983: Familie Merian (TV-Serie, 13 Folge)
- 1980: Alles wirkliche Leben ist Begegnung (TV)
- 1980: Wahre Geschichten – frei erfunden (TV)
- 1982: Tarabas (TV)
- 1983: Gegenlicht (TV)
- 1983: Mich wundert, daß ich so fröhlich bin (TV)
- 1983: Gegenlicht (TV)
- 1985: Die Flucht ohne Ende (TV-Zweiteiler)
- 1988: Heiteres Bezirksgericht (TV-Serie, 2 Folge)
- 1988: Geheime Reichssache (TV-Zweiteiler)
- 1991: Heldenfrühling (TV)